# Greta Magnusson-Grossman
Greta Magnusson-Grossman (21 de julio de 1906 - agosto de 1999) fue una diseñadora de muebles, interiorista y arquitecta sueca. Fue una de las pocas mujeres diseñadoras que se destacó en la escena arquitectónica de mediados del siglo XX en Los Ángeles. Su temprana exposición al modernismo europeo influyó profundamente en su trabajo arquitectónico posterior, visto como una síntesis de los ideales europeos y la cultura y estilo de vida del sur de California.

## Primeros años de vida y educación
Magnusson-Grossman nació Greta Magnusson el 21 de julio de 1906 en Helsingborg, Suecia.
Magnusson descendió de una familia de ebanistas suecos y fue aprendiz de carpintero en la fábrica de muebles Kärnans en Helsingborg después de graduarse en Ebba Lundbergs Högre. Durante su aprendizaje en Helsingborg, fue la única mujer en el taller. Grossman reconoció los inconvenientes de ser una artista femenina y declaró que sentía que tenía que "estar un paso adelante o de lo contrario". En 1928, Magnusson estudió Diseño de Muebles en Konstfack en Estocolmo. Más tarde estudió arquitectura en la Real Academia de Tecnología de Estocolmo.
En 1933, ganó el premio de Diseño de Muebles de la Sociedad Sueca de Diseño Industrial, convirtiéndose en la primera mujer en ganar el premio. Ese mismo año, se casó con el músico de jazz y líder de banda británico Billy Grossman en 1933. No tuvieron hijos.

## Carrera
Trabajó brevemente en Westerberg's en Kungsgatan en Estocolmo.
En 1933, Grossman obtuvo el segundo premio en la categoría "Muebles de combinación" de un concurso de muebles patrocinado por la Asociación de Artesanía de Estocolmo y se convirtió en la primera mujer en ganar el concurso.
Greta Magnusson Grossman estableció a principios de los años 30 su propio estudio en Stureplan en Estocolmo. Allí diseñó y produjo muebles y accesorios.

## Modernismo de Los Ángeles

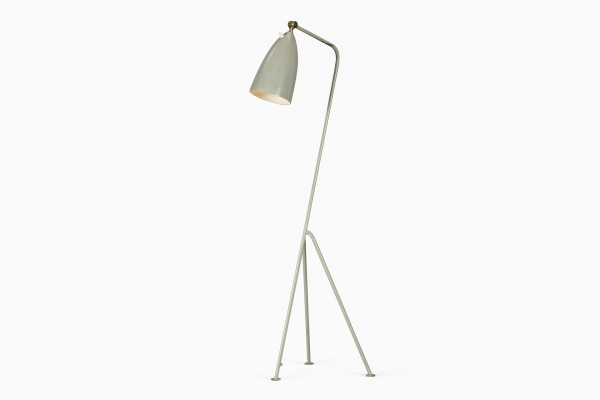
Un lámpara Gräshoppa (Saltamontes) 1947.

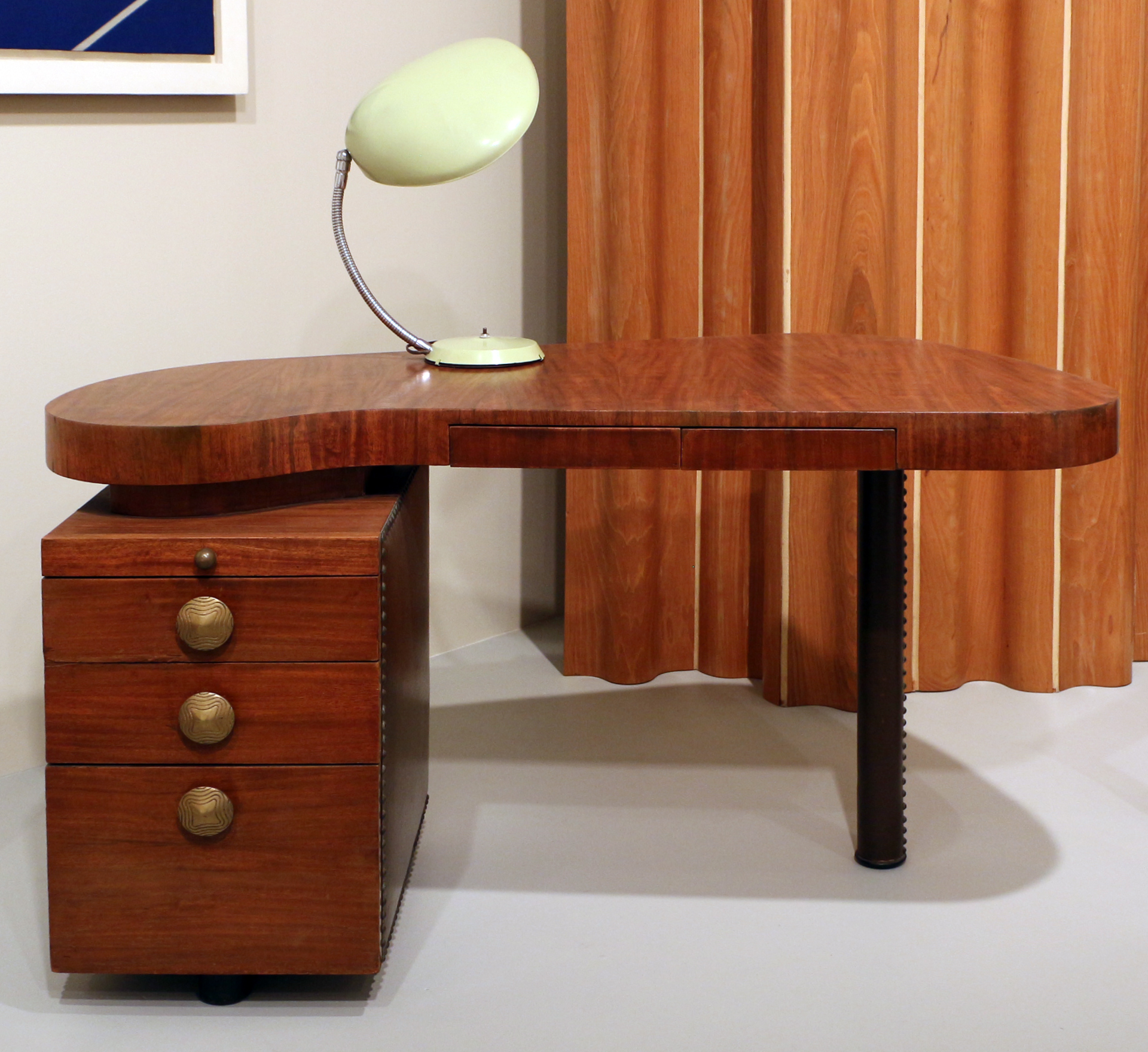
La lámpara de escritorio Cobra, diseñada entre 1948 y 1949.

En 1940, en medio de la Segunda Guerra Mundial, dejó Suecia y se mudó con su marido a Los Ángeles, donde abrieron el estudio Magnussen-Grossman en Rodeo Drive. El estudio se centró en el diseño de muebles e iluminación y vendió a varias empresas de muebles muy conocidas como Sherman Bertram, Martin Brattrud, Cal-Mode y Barker Brothers' Modern Shop. Sus muebles se caracterizan por su mezcla única de materiales y proporciones delgadas. Su trabajo atrajo a la clientela de Hollywood, y diseñó interiores para estrellas como Greta Garbo e Ingrid Bergman.
Durante los años 60, fue una figura prominente en el mundo de la arquitectura experimental, y fue influenciada por los modernistas europeos y la Bauhaus, incluyendo a Walter Gropius y Ludwig Mies van der Rohe. En 1943, su casa de dos plantas en Beverly Hills fue el primer proyecto que permitió a Grossman actuar como diseñador de interiores y arquitecto. La casa fue un gran avance para ella como arquitecta y fue presentada en la influyente revista Arts & Architecture de John Entenza. Sus casas estaban en el lado más pequeño, alrededor de 1.500 pies cuadrados, y fueron cuidadosamente elaboradas con materiales como madera y vidrio. Su trabajo reflejaba tanto el estilo internacional de emigrantes europeos como Rudolph Schindler y Richard Neutra, con las viviendas espaciosas y abiertas de los arquitectos del programa Case Study, como Craig Ellwood, los Eames y Pierre Koenig. Entre 1949 y 1959 diseñó catorce casas en Los Ángeles. Grossman se dio a conocer por construir casas en "parcelas difíciles", lotes de menos de 1.500 pies cuadrados con paisajes difíciles en las laderas de las colinas. Más tarde trabajó con influyentes diseñadores del sur de California como Garrett Eckbo
De sus dieciséis proyectos construidos, catorce de las casas estaban ubicadas en Los Ángeles, una estaba en San Francisco y otra en su Suecia natal.
En 1950, el MoMa otorgó a Grossman el premio Good Design por su lámpara Cobra.
Grossman fue profesor y conferenciante en la UCLA en Diseño de Muebles entre 1957 y 1963.

## Legado
En 1966, Grossman se retiró de la escena arquitectónica en Los Ángeles y se mudó con su esposo a una casa que diseñó en Encinitas, justo al norte de San Diego. Pasó los últimos 30 años de su vida viviendo en relativa oscuridad y pintando paisajes. En 2010, se presentó una exposición de su trabajo en Estocolmo y una exposición en 2012 en Pasadena fue la primera retrospectiva de su carrera. Muchas de las casas que ella diseñó han sido demolidas, aunque todavía quedan aproximadamente diez, incluyendo la casa Hurley, las casas Frances Nelson y la casa Jim Backus. En 2012, una de las lámparas de aluminio y latón de Grossman se vendió por 37.500 dólares en una subasta, un récord para sus muebles.
En 1999, la empresa R 20th Century estaba trabajando en un catálogo de la obra de Grossman. El arquitecto de Los Ángeles Pierre Koenig se enteró del interés de la compañía y envió el número del famoso fotógrafo de arquitectura Julius Shulman, que había tomado fotografías de la obra de Grossman durante el apogeo de su fama en las décadas de 1940 y 1950. La compañía rastreó y registró gran parte del trabajo de Grossman tras el descubrimiento de esta colección.
Murió en agosto de 1999.

## Trabajos citados
- Greta Magnusson Grossman: A Car and Some Shorts. Stockholm, Sweden: Arktekturmuseet. 2010. ISBN 91-85460-80-X.
- Greta Magnusson Grossman. New York, New York: R20th Century Design. 26 de septiembre de 2000. ISBN 0-9704608-0-5.